# Vacina contra o HPV
As vacinas contra o vírus do papiloma humano (VPH) são vacinas que previnem infeções por alguns tipos de vírus do papiloma humano. As vacinas atualmente disponíveis oferecem proteção contra ou dois, ou quatro, ou nove tipos de VPH. Todas as vacinas oferecem proteção contra os tipos 16 e 18 de VPH, que são aqueles que têm maior probabilidade de causar cancro do colo do útero. Estima-se que as vacinas contra o VPH previnam cerca de 70% dos casos de cancro do colo do útero, 80% dos casos de cancro do ânus, 60% dos casos de cancro da vagina, 40% dos casos de cancro da vulva e possivelmente cancro da boca. Oferecem ainda alguma proteção contra verrugas genitais, sendo esta proteção maior nas vacinas quadrivalente e nove-valente contra os tipos VPH-6 e VPH-11.
A Organização Mundial de Saúde (OMS) recomenda que as vacinas contra o VPH sejam incluídas nos planos de vacinação de todos os países, a par de outras medidas de prevenção. As vacinas requerem administração em duas ou três doses, dependendo da idade e sistema imunitário da pessoa. Geralmente recomenda-se a vacinação de jovens do sexo feminino entre os nove e treze anos de idade. As vacinas oferecem proteção durante pelo menos 5 a 10 anos. Após a vacinação continua a ser necessário realizar rastreio do cancro do colo do útero. Vacinar grande parte da população pode também beneficiar aqueles que não sejam vacinados. Em pessoas já infetadas, as vacinas não são eficazes.
As vacinas contra o VPH são bastante seguras. Em cerca de 80% das pessoas ocorre dor ligeira no local da injeção. Pode também ocorrer febre e alguma vermelhidão e inchaço no local da injeção. Não se verificou existir qualquer ligação entre a vacina e a síndrome de Guillain-Barré.
A primeira vacina contra o VPH foi introduzida no mercado em 2006. À data de 2017, fazia parte dos planos de vacinação de 71 países, pelo menos para o sexo feminino. As vacinas fazem parte da Lista de Medicamentos Essenciais da Organização Mundial de Saúde, os medicamentos mais seguros e eficazes imprescindíveis num sistema de saúde. Em 2014, o custo a retalho de uma dose em países em vias de desenvolvimento era de 47 dólares. Nos Estados Unidos, o custo é superior a 200 dólares. Em países em vias de desenvolvimento a vacinação pode apresentar uma boa relação custo-benefício.

## Eficácia
As vacinas contra HPV previnem aproximadamente 70% dos casos de câncer de colo do útero, aqueles causados pelos HPV 16 e 18. Isso não elimina, porém, a necessidade de as mulheres passarem por consultas de rotina ao ginecologista para a realização do exame Papanicolaou.
Desde a implementação da vacinação contra o HPV em programas nacionais de imunizações, mais de 650 artigos científicos já foram publicados no mundo com dados de eficácia sobre a vacinação contra o HPV.
Em função de a Austrália ter sido o primeiro país a disponibilizar gratuitamente em 2007 a vacina quadrivalente contra o HPV (6, 11, 16 e 18) para meninas e mulheres de 12 a 26 anos, com altas taxas de cobertura vacinal (70% em média para indivíduos com idades entre 12 e 17 anos e maior que 32% para faixa entre 18 e 26 anos), os resultados obtidos no país merecem atenção. Após a introdução da vacina no plano de vacinação australiano, verificou-se a redução de 93% das verrugas genitais na população feminina com menos de 21 anos, a redução de 77% dos HPV contidos na vacina papilomavírus humano 6, 11, 16 e 18 (recombinante), caindo de 28,7% para apenas 6,7%, e a redução de mais de 50% das alterações do teste de Papanicolau e das lesões que antecedem o câncer do colo do útero.
Após mais de sete anos desde que os primeiros países implantaram a vacina contra o HPV em seus programas nacionais de imunizações, resultados promissores já estão se materializando. Por meio de revisão sistemática da literatura, publicada em março de 2015 na revista científica The Lancet Infectious Diseases, Melanie Drolet e sua equipe avaliaram mais de 650 artigos publicados sobre dados após a vacinação contra HPV e analisaram 19 estudos conduzidos em 9 países e os resultados dos 4 primeiros anos pós-implementação da vacinação contra HPV (Estados Unidos, Austrália, Reino Unido, Escócia, Nova Zelândia, Suíça, Dinamarca, Canadá e Alemanha), que representou o acompanhamento de cerca de 140 milhões de pessoas-ano.
Nos países com cobertura vacinal acima de 50% da população alvo, observou-se 68% de redução da infecção pelos HPV 16 e 18, detectada a partir do primeiro ano após a introdução da vacina, 61% de redução das verrugas genitais em meninas de 13 a 19 anos, 30% de redução das infecções pelos tipos de HPV 31, 33 e 45 em garotas de 13 a 19 anos, sugerindo proteção cruzada (quando existe proteção contra outros tipos de HPV não presentes na vacina). Acredita-se que isto ocorra pela ação dos anticorpos que acabam atuando em tipos de HPV com constituição semelhante. Deve ser considerada um benefício adicional, pois não tem a mesma eficácia de 100% de proteção como os tipos contidos nas vacinas. Observou-se ainda redução em meninos < 20 anos de idade e mulheres de 20 a 39 anos, sugerindo efeito de grupo ou rebanho (quando existe benefício em indivíduos não vacinados pela redução da circulação do vírus na população) declínio rápido e cumulativo das verrugas genitais a partir da introdução da vacinação contra HPV. Nos países com cobertura vacinal de meninas < 50%, observou-se redução significativa da infecções pelo HPV 16 e 18, na ordem de 50%, e redução em nível bem mais baixo das verrugas genitais que se tornaram significativas apenas no terceiro ano após a introdução da vacina. Não se observou benefícios em indivíduos não vacinados e em homens mais velhos, ou seja, não houve efeito de grupo ou proteção coletiva. O estudo também demonstrou que os maiores declínios foram vistos nos países que implementaram a estratégia vacinal escolar (Reino Unido, Austrália e Nova Zelândia).

## Segurança
A vacina contra HPV é considerada muito segura. As conclusões de dois importantes sistemas de vigilância mundialmente reconhecidos e que trabalham independentemente – o sistema de farmacovigilância dos Estados Unidos (Centros de Controle de Doenças e Prevenção) e a Organização Mundial da Saúde (OMS) merecem ser destacados. Ambos ressaltam o excelente perfil de segurança das vacinas contra o HPV.
De junho de 2006 a março de 2014, aproximadamente 67 milhões de doses de vacinas contra HPV foram distribuídas nos Estados Unidos. Até o momento, os eventos adversos relatados são consistentes com os identificados nos estudos clínicos dos fabricantes das vacinas contra HPV e os padrões de relato permanecem inalterados, sem motivos de preocupações.
A Organização Mundial de Saúde reforça, em seus relatórios, que as vacinas contra o HPV são muito seguras. Os principais órgãos internacionais de saúde, incluindo a Australia Therapeutic Goods Administration (TGA)/Atagi, os centros dos EUA para Controle e Prevenção de Doenças (CDC), a Agência Europeia de Medicamentos (EMA) e também a Anvisa revisaram e aprovaram todas as informações de segurança sobre as vacinas contra o HPV e recomendam o seu uso. Em seu último posicionamento em outubro de 2014, a Organização Mundial de Saúde reafirmou o ótimo perfil de segurança da vacina contra HPV em todo o mundo e que existem informações suficientes para suportar essa conclusão como os dados obtidos de grandes estudos clínicos e dados contínuos de vigilância ativa e passiva pós-comercialização.

## Efeitos adversos
Como ocorre com todas as vacinas, as reações mais comuns são relacionadas ao local da injeção como, por exemplo, dor, vermelhidão e inchaço (edema), afetando 2/3 dos vacinados. Os menos comuns são cefaleia, tontura e febre baixa, que ocorrem em 5-10% dos vacinados. Em geral, esses sintomas são de leve intensidade e desaparecem no período de 24 a 48 horas após a administração da vacina.
A síncope (desmaio) pode ocorrer após qualquer vacinação, especialmente em adolescentes e adultos jovens e isto se deve geralmente a uma maior resposta psicogênica (estresse pós-vacinação). Portanto, as pessoas vacinadas devem ser observadas com atenção por aproximadamente 15 minutos após a administração da vacina contra o HPV.

## Mitos e verdades sobre a vacina contra o HPV
Apesar de contar com dados robustos de segurança e eficácia de estudos clínicos e de estudos pós-implementação, a vacina contra o HPV recebe grande exposição, principalmente em mídias sociais, relacionada a notícias sem qualquer fundamentação científica, fruto de mitos e receios de uma vacina relativamente nova para a população e com características muito diferentes das demais, principalmente a de ter como público-alvo pré-adolescentes e adolescentes e proteger contra uma doenças e cânceres anogenitais que irão se manifestar apenas décadas mais tarde.
| Principais mitos | Verdade |
| --- | --- |
| Vinculação infundada sobre precocidade da atividade sexual.                                                                 | A vacina terámelhor eficácia se administrada a partir dos 9 anos. Existe maior produção de anticorpos na faixa etária de 9 a 13 anos, permitindo inclusive que seja realizado esquema de duas doses com intervalo mínimo de 6 meses entre as doses. Diversos estudos já mostraram que a vacinação contra HPV não predispõea atividade sexual nem a comportamento de risco em relação a meninas da mesma faixa etária não vacinadas, corroborando com o fato de uma vacina nada mais é que uma forma de prevenção de infecções e doenças. Estudo com 1.398 meninas vacinadas com onze a 12 anos e acompanhadas por três anos mostrou que não houve diferença da idade de início da atividade sexual nas vacinadas em relação às não vacinadas. Em outro estudo que comparou jovens sexualmente ativas vacinadas versus não vacinadas, as meninas vacinadas tinham três vezes maior probabilidade de utilizar preservativos, se iniciassem a vida sexual. Isso por que a administração da vacina HPV não substitui ações de promoção da saúde. Os indivíduos vacinados quando atingirem a faixa etária apropriada, assim como qualquer outro adolescente, devem receber orientação quanto ao uso de preservativos para a prevenção da infecção por outros tipos de HPV não incluídos nas vacinas e outras doenças sexualmente transmissíveis. Muitos pais ou responsáveis por crianças e adolescentes associam a vacina contra HPV única e exclusivamente à atividade sexual, criando assim um preconceito de que de alguma forma, ela estimularia o início da vida sexual. É comum que se ouça dizer “minha filha é muito criança”, ou “minha filha é virgem”, ou “meu filho nem pensa em iniciar vida sexual”. A Sociedade de Pediatria de São Paulo (SPSP) esclarece que infelizmente o mesmo preconceito está também presente em muitos profissionais de saúde, principalmente pediatras que se sentem pouco à vontade em prescrever a vacina aos 9 ou 10 anos de idade. A SPSP reforça, porém, que é direito das crianças e adolescentes a proteção à saúde, garantido pela Constituição Federal e pelo Estatuto da Criança e Adolescente. Cabe, portanto, àqueles que se propõe cuidar do futuro de uma criança inserir no presente todas as medidas possíveis de segurança, compromisso e respeito à cidadania. É importante reafirmar o papel dos pais na educação de seus filhos e que isto não será modificado pela administração de uma vacina ou qualquer outro medicamento. Os pais devem pensar nessa ou em qualquer outra vacina como um capacete de bicicleta: é proteção, não um convite para o comportamento de risco. |
| Vacina injetável. Medo da dor da injeção.                                                                                   | Qualquer procedimento como o simples ato vacinal, pode gerar ansiedade, principalmente em adolescentes. Os indivíduos vacinados devem ser observados durante 15 minutos após à administração da vacina HPV. Os CDC nos EUA concluíram que casos eventuais de desmaio são atribuíveis à faixa etária (adolescentes), este evento ocorre com todas as vacinas administradas nessa faixa etária. |
| Vacina nova. Medo sobre eficácia e segurança.                                                                               | Mais de 650 artigos científicos já foram publicados no mundo com dados de eficácia, em diferentes países que implantaram a vacinação pública contra o HPV. Até a presente data, todas as agências regulatórias que monitoram a segurança das vacinas HPV continuam a afirmar que as vacinas contra o HPV têm excelente perfil de segurança. Os eventos adversos mais comuns são no local da injeção, sendo autolimitados e resolvem-se espontaneamente. |
| Muitos pais não vêm benefício imediato em dar a vacina por acharem que ela protege apenas contra o câncer de colo do útero. | A infecção e doença relacionada ao HPV é um problema de saúde pública. É o principal fator de risco causador do câncer, após o tabaco. Está relacionado ao desenvolvimento de vários tipos de câncer: do colo do útero, vagina, vulva, ânus eorofaringe, entre outros. Também causa alterações importantes no exame preventivo (Papanicolaou) e doenças como as verrugas genitais e a papilomatose laríngea. Além dos cânceres, aproximadamente 90% dos casos de verruga genital são causados pelos tipos de HPV 6 e 11. A vacina quadrivalente, disponibilizada pelo Programa Nacional de Imunizações brasileiro, também oferece esta proteção. Apesar de não ser um câncer, as verrugas genitais estão associadas a um alto estigma social por serem o sinal mais visível de uma doença sexualmente transmissível. Estudos mostram impacto psicológico tão forte ou mais grave que o diagnóstico de câncer. As verrugas genitais podem aparecer semanas ou meses após o contato sexual com uma pessoa infectada e costumam ter recaídas frequentes antes de se conseguir a cura. |